# Медведград
Медведград (на хърватски: Medvedgrad) е средновековен укрепен замък, построен на южния склон на планината Медведница близо до Загреб, Хърватия.

## История
Замъкът е построен на върха на хълма Мали Плазур, който се извисява над Загреб. В ясни дни замъкът се вижда отдалеч, в същото време от стените му се открива прекрасна панорама към близкия Загреб. Изграден е през XIII век по заповед на папа Инокентий IV след като през 1242 г. монголите сриват до основи Загреб, разоряват околностите му и разрушават епископството на хълма Каптол, както и селището на съседния хълм Градец. Замъкът Медведград е със стратегическо местоположение и от неговата 500 м височина може да се наблюдава околността. Със самото строителство се заема епископът на Загреб Филип Тюрие през 1249—1254 г. Крепостта е с дължина 170 м и двоен пръстен от отбранителни стени.
По-късно Медведград става част от владенията на бановете на Славония - Стефан Шубич от благородническия род Шубичи и др.
На 27 март 1472 г. в Медведград умира известният хърватски ренесансов поет и славонски бан Ян Паноний (Иван Чешмицки).
През 1562 г. замъкът става собственост на рода Грегорианец, които са и последните негови притежатели. През 1574 г. по тяхно нареждане стените му са подсилени. Но земетресението от 1590 г. поврежда силно крепостта и тя е изоставена. Частично е възстановена чак през XX век след като тук на терен през 70-те години на века работят археологически екипи. През 1981 г. те откриват и параклиса на замъка, който е възстановен напълно. Построява се и наблюдателна площадка, от която туристите да могат да се любуват на гледката.
В подножието на главната кула е изграден мемориалът Oltar domovine в памет на хърватските войници, загинали във Хърватската война за независимост (1991—1995 г.).